# Южмаш
Государственное предприятие «Производственное объединение „Южный машиностроительный завод“ имени А. М. Макарова» (Южмаш) (укр. Державне підприємство «Виробниче об'єднання Південний машинобудівний завод ім. О. М. Макарова», Південмаш) — крупное украинское предприятие по производству ракетно-космической техники и другой наукоёмкой продукции, расположенное в Днепре. Названо в честь Александра Максимовича Макарова, многолетнего директора завода.

## История
В 1944 году руководством СССР было принято решение о строительстве новых автомобильных и автосборочных заводов в Кутаиси, Днепропетровске, Одессе, Новосибирске и Иркутске.
После освобождения Днепропетровска от немецкой оккупации, 21 июля 1944 года Государственный комитет обороны (ГКО) принял постановление о строительстве здесь нового автомобильного завода. Завод был заложен на месте авиамоторного завода, строительство которого было начато перед Великой Отечественной войной, но не было закончено.
В 1951 году Днепропетровский автозавод вошёл в состав производственного объединения «Южный машиностроительный завод».
Ракета Р-12, созданная на Южмаше, стала самой массовой баллистической ракетой в СССР. Позже началось производство ракеты Р-14, на тот момент она была самой мощной одноступенчатой ракетой в мире.
На предприятии работали не только жители Днепропетровска, но и специалисты и рабочие со всех уголков СССР, в основном и прежде всего из Украинской ССР, РСФСР и Белорусской ССР.
В 1983—1993 гг. на Павлоградском механическом заводе (в Павлограде), входившем в ПО «Южмаш», производились ракеты РТ-23 УТТХ «Молодец» для Боевого железнодорожного ракетного комплекса, стоявшего на вооружении РВСН ВС СССР и ВС России.

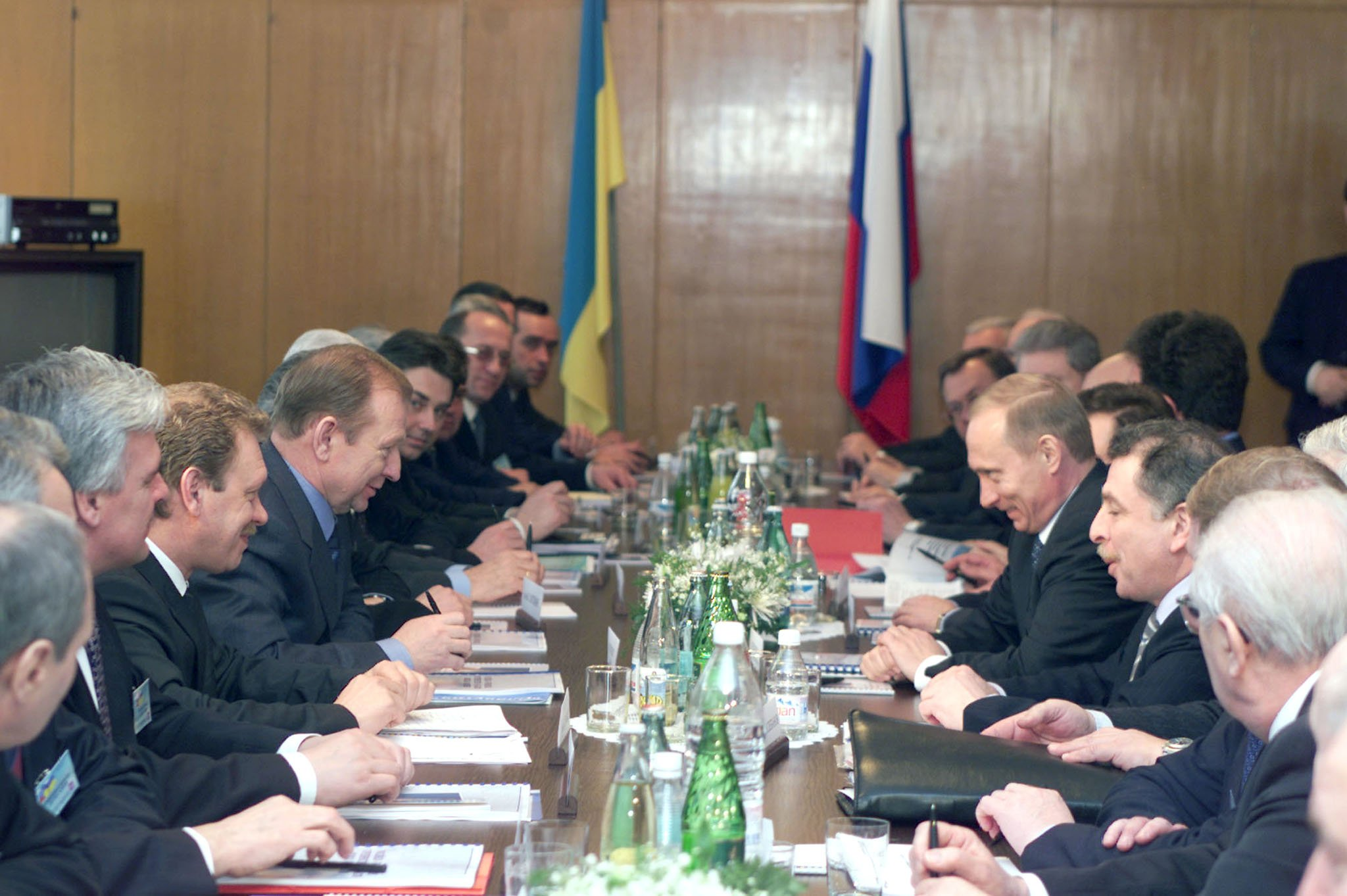
Правительства России и Украины на Южмаше, 2001 год

В 1995 году был подписан контракт на производство ракет-носителей «Зенит» для проекта «Морской старт». В 1999 году в рамках реализации этого проекта состоялся первый запуск ракеты «Зенит». В 2008 году с космодрома «Байконур» прошёл первый запуск ракеты «Зенит» по программе «Наземный старт».
В 2012 году средняя численность сотрудников составляла 10 тыс. человек.
13 февраля 2012 года был осуществлён первый запуск ракеты-носителя «Вега», один из двигателей для которой (РД-843) изготавливается на «Южмаше». 12 сентября 2013 года состоялся первый успешный запуск американской ракеты-носителя «Антарес», для которой на «Южмаше» производится часть агрегатов 1-й ступени..
В 2014 году производство РН «Зенит» на «Южмаше» было приостановлено, это нанесло тяжёлый удар по предприятию, которому выпуск «Зенитов» приносил около 80 % выручки. По словам представителя «Южмаша», «два-три заказа на ракеты-носители Зенит в последние годы позволяли нам сводить концы с концами и платить зарплату работникам».. Также прекратилась закупка Россией титановых шар-баллонов.
21 января 2015 на заводе произошла забастовка сотрудников. На следующий день заместитель генерального директора заявил, что появились заказы на 20 тракторов и есть средства, после отмены земельного налога для завода. С 25 января 2015 заводские проходные, приказом генерального директора, были закрыты до 2 марта. В июле 2015 помощник гендиректора «Южмаша» Владимир Ткаченко сообщал, что на заводе уже две недели отключена техническая вода, не работают санузлы, имеются задержки с выплатами зарплат работникам предприятия и т. п., долг за электроэнергию достиг 200 млн гривен и «Днепрооблэнерго» ограничила её поставку обесточив 3 из 4 линий электропередачи. 20 ноября делегация НАСА посетила «Южмаш» и обсудила варианты двустороннего сотрудничества.

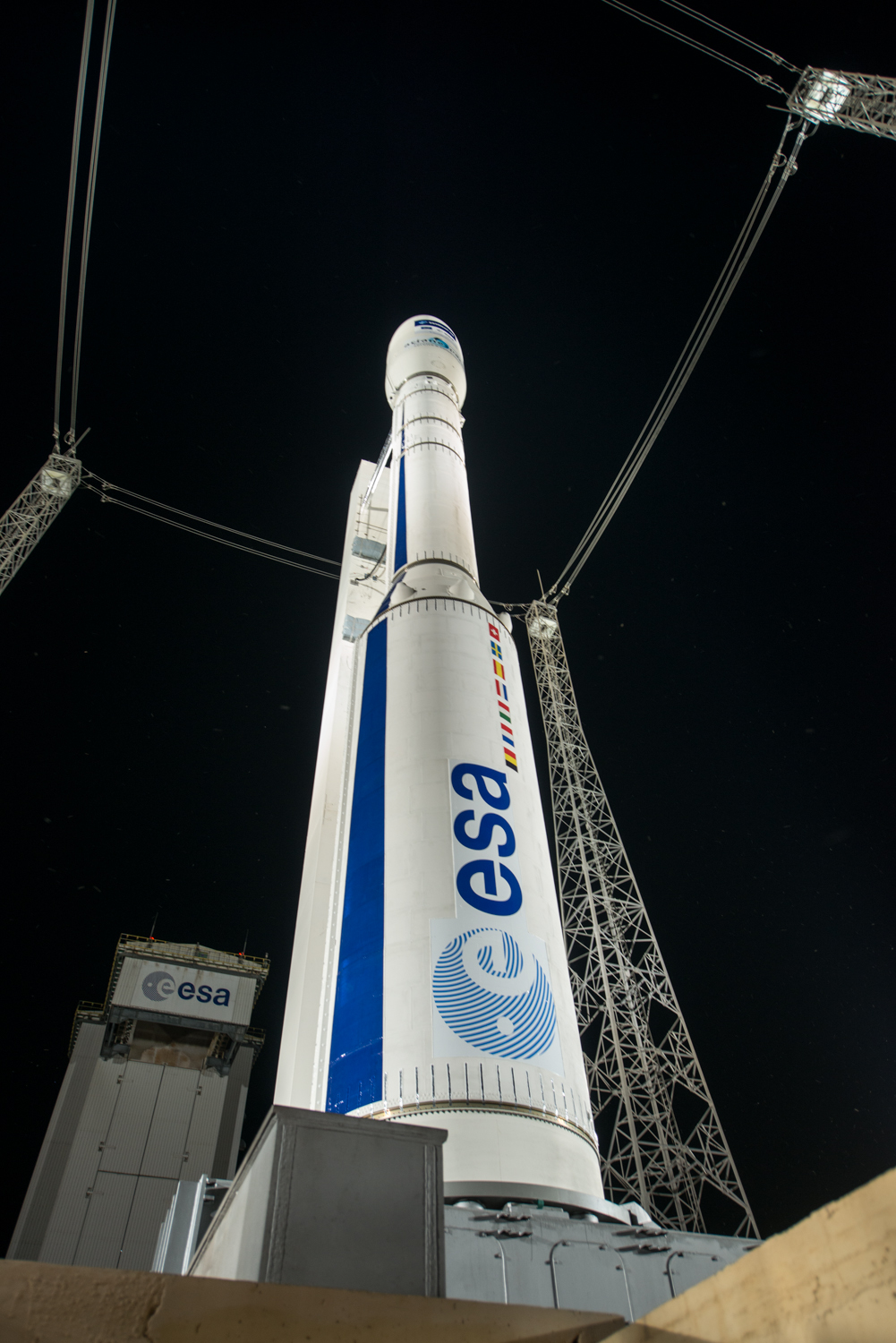
Ракета-носитель «Вега» (23 июня 2015), для которой «Южмаш» осуществляет производство двигателя РД-843

По итогам 2015 года объём реализации продукции «Южмаша» составил всего 585 млн гривен (около $25 млн) (для сравнения — в 2011 году выручка завода равнялась 1,9 млрд гривен или $240 млн).
В 2016 году «Южмаш» и «Лирен» заключили два соглашения на поставку стали на сумму 44,60 млн гривен. «Южмаш» в полтора раза увеличил загрузку предприятия, однако завод оставался в кризисной ситуации. В частности, сохранялись проблемы с оплатой счетов за электроэнергию, а также с выплатой зарплат. Также, в 2016 году Бразилия отказалась от программы по созданию ракеты «Циклон-4», которая осуществлялась с участием «Южмаша» — после этого, по словам директора предприятия Сергея Войта, у «Южмаша» «не осталось ни одной реально действующей национальной космической программы». В декабре 2016 две основные конструкции первой ступени ракеты-носителя «Антарес» были отгружены для отправки в США.
В 2017 году глава Государственного космического агентства Украины Юрий Радченко так характеризовал состояние «Южмаша»: «После остановки проекта Sea Launch у завода нет серьёзных заказов. <…> По большому счёту, помимо серийной ракеты „Зенит“, у завода на сегодняшний день нет другой точки приложения усилий. Есть какие-то незначительные контракты с иностранными заказчиками, по внутренней кооперации. Но они не могут заместить те объёмы производства, под которые был спроектирован завод. Его инфраструктура и мощности позволяют производить десятки ракет ежегодно, однако мы ни одной ракеты за последних три года не сделали.» В прессе широко обсуждалась оказавшаяся в КНДР технология РД-250.
15 января 2019 года «Южмаш» заключил с «Альфа-Металл» договор на поставку металлов на 80 млн рублей для программы Антарес. В 2019 году российская компания S7, пытавшаяся возобновить работу проекта «Морской старт», прекратила сотрудничество с «Южмашем». В результате у завода вновь образовалась задолженность по зарплате перед своими работниками.
В 2019 году американо-украинская космическая компания «Firefly» предложила заводу «Южмаш» контракт на серийное производство ракетных деталей, среди которых 100 камер сгорания, 500 агрегатов автоматики и 40 турбонасосов. Сумма контракта составила 15 млн долларов. 30 октября был подписан приказ о снятии с должности генерального директора «Южмаша» Войта, но уже 31 октября приказ был отменён.
15 января 2020 года «Южмаш» заключил с «Альфа-Металл» договор на поставку 88,7 т алюминия на 42,9 млн гривен. В 2020 году был предложен план «корпоратизации» (акционирования) завода. Средняя численность сотрудников уменьшилась до 5400.
По состоянию на середину 2020 года «Южмаш» оставался в кризисной ситуации. Имелась задолженность по зарплате и налогам в объёме 210 млн гривен, задолженность за электроэнергию в 30 млн гривен. Численность сотрудников на предприятии уменьшилась до 4,8 тыс. (с 7—8 тыс.. в 2014 году и 55 тыс. в советское время, 12 тыс. до 2013 года). Средняя зарплата составляла примерно 6-7 тыс. гривен (около $250), средний возраст работников — около 60 лет. В том же году «Южмаш» подписал меморандум с южнокорейской фирмой «Caris» на производство 5000 электробусов и 7800 зарядных станций на общую сумму почти 850 млн долларов.
В июле 2020 года Верховная рада Украины внесла законпроект № 3697 с изменениями в закон О Государственном бюджете на 2020 год, по которым предполагалось выделение Южмашу 2318,228 млн гривен на погашение долгов перед государством (90 млн гривен по налогам и 6,416 млн гривен по кредиту) и работниками (210 млн гривен по зарплате). Из резервного фонда Украины выделили 15 млн гривен на утилизацию хранимого гептила.
30 апреля 2021 сообщалось о договорённостях с итальянской компанией Avio S.p.A на поставку 10 двигателей для РН «Вега». 16 июля 2021 было подписано соглашение о сотрудничестве с торгующей металлом компанией «National Building & Marketing Co.» из Саудовской Аравии.
13 августа 2021 «Южмаш» отправил в США для Firefly Aerospace габаритно-стыковочный макет первой ступени ракеты «Beta». Долг перед государственным бюджетом Украины составлял 77,3 млн гривен. 22 сентября Кабинет министров Украины распоряжением № 1146-р согласовал начало реорганизации «Южмаш» в акционерное общество.

### «Южмаш» в ходевторжения России на Украину (с 2022)
С начала полномасштабной войны России против Украины завод подвергается бомбардировкам.
- Вечером 15 июля 2022 года российские войска нанесли ракетный удар по «Южмашу» и близлежащим населённым пунктам в ходе вторжения России в Украину[34][35].
- Утром 17 ноября 2022 года российские войска нанесли ракетный удар по «Южмашу» и близлежащим населённым пунктам в ходе вторжения России на Украину.
- Ночью 15 августа 2023 года российские войска нанесли ракетный удар по «Южмашу» и «Метеору» в ходе вторжения России в Украину.
- Ночью 21 ноября 2024 года российские войска нанесли ракетный удар по «Южмашу» баллистической ракетой «Орешник»[36][37][38].

## Направления деятельности

### Первая ступень ракеты «Антарес»

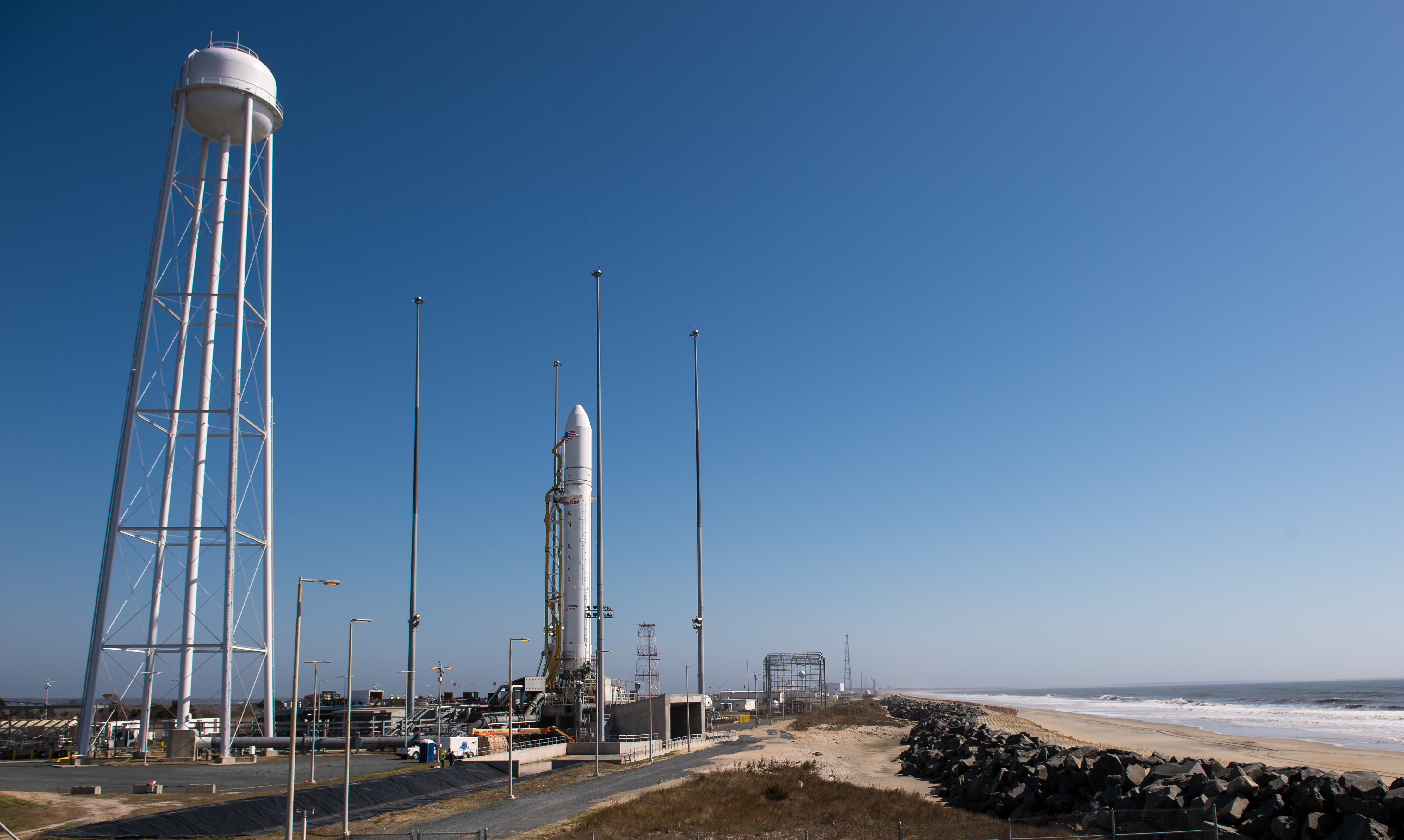
Американская ракета-носитель «Антарес», изготовленная с участием «Южмаша». Среднеатлантический региональный космопорт, США, 16 апреля 2013

«Южмаш» осуществляет производство основной конструкции 1-й ступени американской ракеты-носителя «Антарес».

### Двигатель РД-843 для ракеты «Вега»
«Южмаш» осуществляет производство двигателя РД-843 для 4-й ступени ракеты-носителя «Вега». Масса двигателя составляет 16,5 кг, тяга — 0,25 тс.

### Сборка троллейбусов МАЗ
На «Южмаше» ведётся сборка троллейбусов белорусского завода МАЗ.

## Выпускавшаяся ранее техника

### Ракета-носитель «Зенит»
До 2014 года «Южмаш» осуществлял выпуск ракет-носителей «Зенит» для программ «Морской старт» и «Наземный старт». В 2014 году производство «Зенитов» было приостановлено.
В июне 2017 года «Южмаш» объявил о подписании контракта с российской компанией S7 на поставку ракет «Зенит» для проекта «Морской старт». В марте 2019 года СМИ сообщили, что руководство компании S7 Space проинформировало завод «Южмаш» о приостановке и планируемом в дальнейшем расторжении данного контракта.

### Тракторы

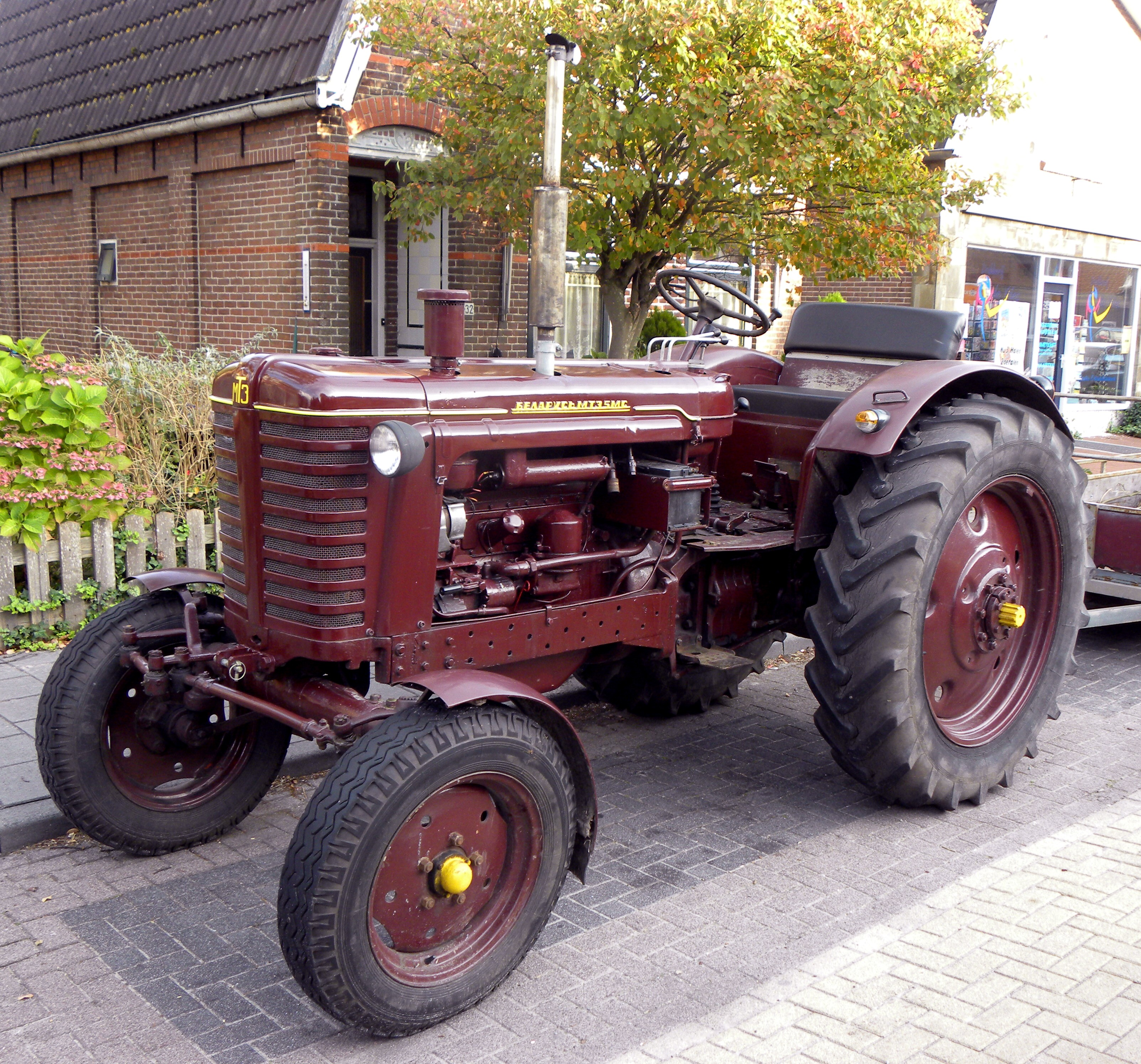
Трактор МТЗ-5

В конце 1950-х годов для сокрытия секретного производства ракет и прочей военно-космической продукции, а также в связи с потребностью увеличения производства сельскохозяйственной техники в СССР Минским тракторным заводом Южному машиностроительному заводу была предоставлена документация для производства универсального колёсного трактора МТЗ-5. Его производство на Южмаше началось в 1958 году и продолжалось до 1972 года.
В 1960-е годы на Южмаше было разработано более совершенное семейство колёсных тракторов ЮМЗ-6, которое производилось с 1970 по 2001 годы. Тракторы ЮМЗ-6 стали наиболее массовыми, особенно в строительной отрасли. На них в 1970—1980-е годы устанавливались навесные экскаваторные установки типа ЭО-2621А и ЭО-2621В. Эти тракторы можно было легко отличить от минских по наличию двухцветной окраски.
- МТЗ-2 (1953—1958), МТЗ-5: МТЗ-5М (1958—1961), МТЗ-5МС (1958—1972), МТЗ-5ЛС (1958—1972).
- ЮМЗ-6: ЮМЗ-6Л/ЮМЗ-6М (1971—1979), ЮМЗ-6АЛ (1979—1985), ЮМЗ-6АМ (1979—1986), ЮМЗ-6СТЛ (1990), ЮМЗ-6КЛН/ЮМЗ-6КЛМ (1986), ЮМЗ-6Л/ЮМЗ-6М (1975), ЮМЗ-6АКЛ/ЮМЗ-6АКМ (1992), ЮМЗ-6ДЛ/ЮМЗ-6ДМ (1993), ЮМЗ-611 (1985—1990), ЮМЗ-611КЛН/ЮМЗ-611КЛМ (1991).
- ЮМЗ-615 (2003), ЮМЗ-650 (1991—2000), ЮМЗ-652 (1991—2000), ЮМЗ-6002/СЭШ-6002 (1996).
- ЗТМ-60Л/ЗТМ-60ЛД (1993), ЗТМ-60ГД (1994), ЗТМ-62 (1993), ЗТМ-62Л/ЗТМ-62М (1995), ЗТМ-82Л/ЗТМ-82М (1994).
- ЮМЗ-8271 (1998), ЮМЗ-8280 (1998), ЮМЗ-10280 (2000), ЮМЗ-10244 (2003), ЮМЗ-8085 (2003), ЮМЗ-8285 (2003), ЮМЗ 8040, ЮМЗ 8244, ЮМЗ 8080.

### Прочее

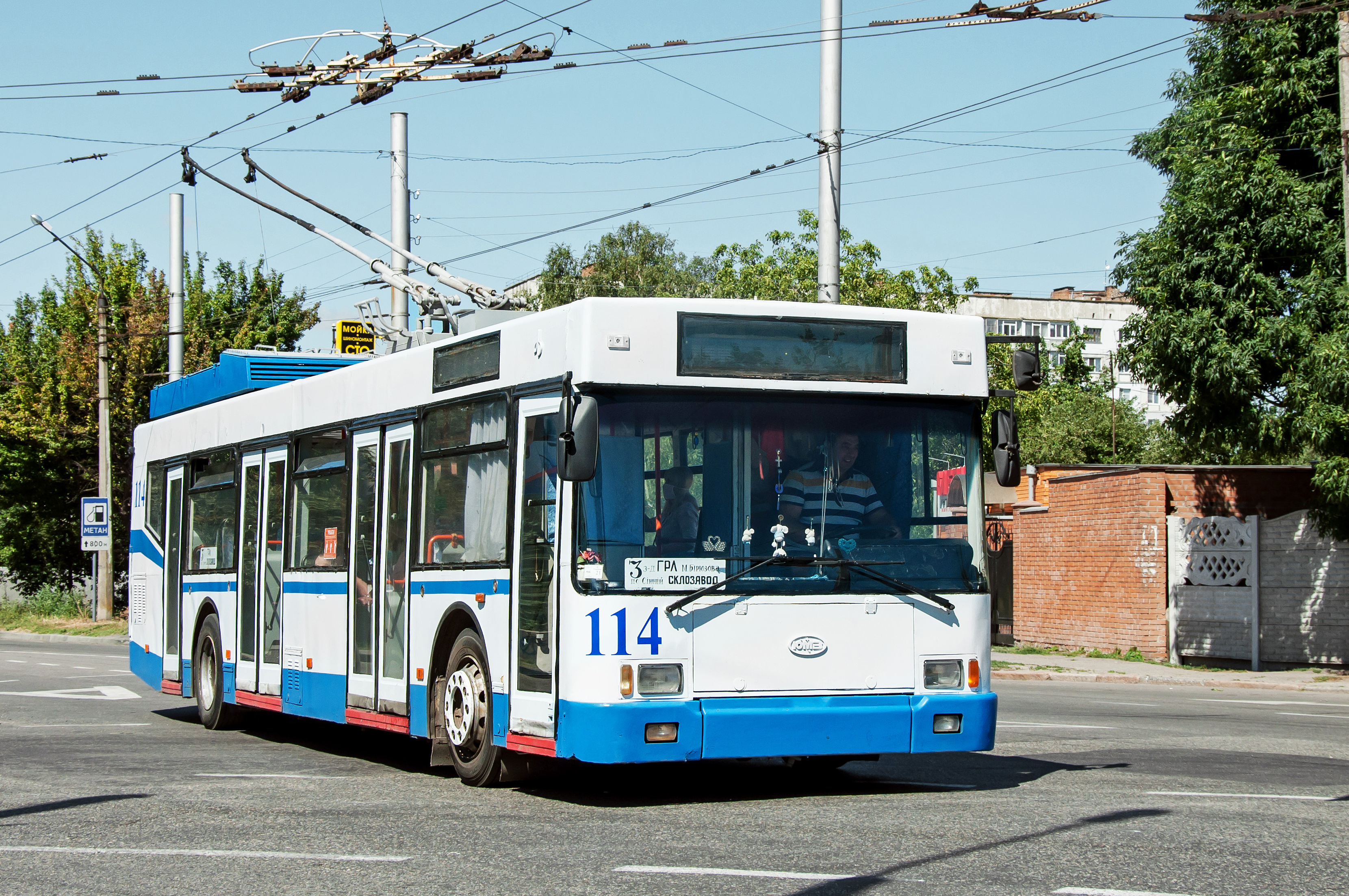
Троллейбус ЮМЗ Е186

Ракета-носитель «Циклон», спутники («Днепропетровский спутник»), ракетные двигатели, ветряные турбины, оборудование для пищевой промышленности, агрегаты шасси самолетов Ан-140, Ан-148, Ан-158 и др. В июле «Южмаш», по тендеру от «Антонова», заключил контракт стоимостью 294,4 млн гривен на изготовление 15 стоек для самолёта Ан-178-100Р со 2 сентября 2021 до 30 июня 2024 года.
Также завод выпускал троллейбусы ЮМЗ-Т1, ЮМЗ-Т2 и ЮМЗ Е186, Днепр-Т103, Днепр-Т203; автобус А186.

## Директора завода
- 1952—1957 — Леонид Смирнов
- 1961—1986 — Александр Макаров
- 1986—1992 — Леонид Кучма
- 1992—2005 — Юрий Алексеев
- 2005—2014 — Виктор Щёголь

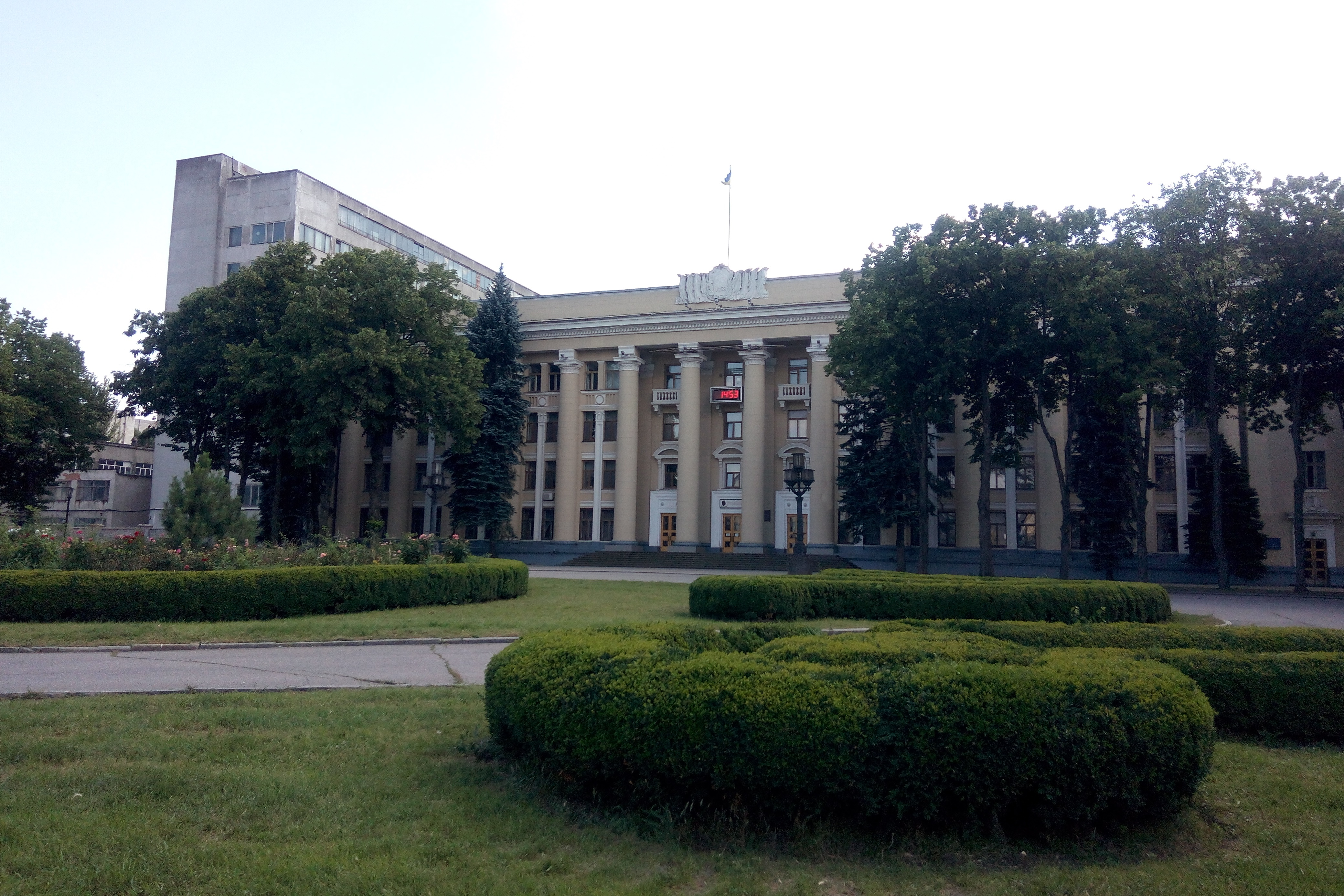
Центральная проходная завода

- 2014 — настоящее время — Сергей Войт